# John Lennart Berggren
Pour les articles homonymes, voir Berggren.
John Lennart Berggren, appelé Lennart Berggren, (né en 1941 à Spokane) est un historien canadien des sciences et surtout des mathématiques. 

## Formation et carrière
Berggren a étudié les mathématiques à l'université de Washington à Seattle avec un bachelor en 1963 et une maîtrise en 1965. En 1966, il y a obtenu son doctorat sous la direction de Charles Ray Hobby, avec une thèse intitulée « Finite Groups in which Every Element is Conjugate to its Inverse ». En 1963, il est devenu professeur adjoint, puis professeur agrégé en 1973 et professeur de mathématiques en 1984 à l'université Simon Fraser. De 1996 à 2001, il a été chef de la faculté de mathématiques. En 1972/73 et 1975/76, il a été chercheur invité à l'Université Yale et de 1990 à 1992 à l'université Harvard. Il est professeur émérite à l'université Simon Fraser depuis 2006. 

## Travaux
Il s'intéresse principalement aux mathématiques de la Grèce antique et de l'islam médiéval, à la cartographie mathématique et à l'astronomie, par exemple à propos de Ptolémée et de ses cartes, à propos d'Archimède, d'Abū Sahl al-Qūhī et au transfert historique des idées scientifiques. Il a écrit la section sur l'histoire des mathématiques arabes dans l'Encyclopedia Britannica. 
Parmi les travaux d'Archimède, Berggren s'est notamment intéressé au traité De l’équilibre des figures planes. Alors que l'authenticité du Livre II n'est pas mise en doute, plusieurs recherches ont révélé des incohérences dans la présentation du Livre I,,. Berggren, en particulier, remet en question la validité de ce tome en relevant, entre autres, la redondance des propositions 1 à 3, 11 et 12. Néanmoins, Berggren suit Dijksterhuis, en rejetant la critique de Mach sur la proposition 6.
Sur les mathématiques arabes, il a notamment montré que les fractions décimales, généralement attribuées au mathématicien perse Al-Kashi au XVe siècle, ont été utilisées cinq siècles auparavant par Al-Uqlidisi dès le Xe siècle.
Il a écrit l'article sur Abū Sahl al-Qūhī dans le Complete Dictionary of Scientific Biography et s'est intéressé notamment à ses incursions dans le domaine de l'astronomie, qui concernent, outre son traité de l'astrolabe, principalement trois traités : De la distance de la terre aux étoiles filantes, De ce qui est visible du ciel et de la mer, et Sur le temps d'apparition d'un arc donné de l'écliptique . Tous ces travaux révèlent une attirance pour la géométrie pure et aucune mesure ni observation n'y est citée. Dans son traité sur l'arc d'écliptique, il reste attaché aux outils trigonométriques grecs et principalement au théorème de Menelaüs.
Il a également écrit l'article sur Sharaf al-Dīn al-Tūsī dans le Complete Dictionary of Scientific Biography et étudié ses travaux.
Il est membre correspondant de l'Académie internationale d'histoire des sciences. Parmi ses doctorants figure Glen Van Brummelen.

## Publications
- (en) John Lennart Berggren, Episodes in the Mathematics of Medieval Islam, Springer, 2016, 2e éd. (DOI 10.1007/978-1-4939-3780-6), Springer 1986  (ISBN 0-387-96318-9).
- (en) J. Lennart Berggren, « Mathematics in Medieval Islam », dans Victor J. Katz, The Mathematics of Egypt, Mesopotamia, China, India, and Islam: A Sourcebook, Princeton University Press, 2007, p. 515-675.
- Islamic acquisition of foreign sciences - a cultural perspective, American Journal of Islamic Soc. Sci., Vol. 9, 1992, p. 310.
- avec Alexander Jones (traducteur et éditeur): Ptolemy´s Geography - an annotated translation of the theoretical chapters, Princeton University Press 2000  (ISBN 0-691-01042-0)[10].Contient une traduction annotée des chapitres théorique, à savoir les livres 1-2 et 7-8.
- Ptolemy´s maps of earth and heavens - a new interpretation, Archive for the History of Exact Sciences, Vol.43, 1991, pp. 133-144.
- avec James Evans (de) : Gemino´s „Introduction to the phenomena“: a translation and survey of a hellenistic text on astronomy, Princeton University Press 2006.
- avec RSD Thomas: Euclids Phenomena (de) - translation and study of a hellenistic work in spherical astronomy, Garland Publishing 1996.
- en tant qu'éditeur avec Bernard R. Goldstein: From ancient omens to statistical mechanics: essays on the exact sciences presented to Asger Aaboe, Munksgaard, Copenhague 1987 lire en ligne.
- (en) Lennard Berggren, Jonathan Borwein et Peter Borwein, Pi : A Source Book, Springer, 2004, 3e éd., 797 p. (ISBN 0-387-98946-3, DOI 10.1007/978-1-4757-4217-6)[11].
- (en) John Lennart Berggren, « History of Mathematics in the Islamic World: The Present State of the Art », Middle East Studies Association Bulletin, vol. 19, no 1,‎ 1985 (JSTOR 23057805) [repris dans (en) J. Lennart Berggren, « History of Mathematics in the Islamic World: The Present State of the Art [1985] », dans Nathan Sidoli et Glen Van Brummelen, From Alexandria, Through Baghdad, Springer Berlin, 2014 (ISBN 978-3-642-36735-9, DOI 10.1007/978-3-642-36736-6_4).
- Sources and Studies in the History of Mathematics and the Physical Sciences, avec Jesper Lützen, Jed Z. Buchwald.
- J. Len Berggren, «Abū Naṣr Manṣūr ibn ʿAlī ibn ʿIrāq», Thomas Hockey et al. (eds.). The Biographical Encyclopedia of Astronomers, Springer Reference. New York: Springer, 2007, p. 557-558
- Publications sur Abū Sahl al-Qūhī :
  - (en) John Lennart Berggren, « Ibn ʿIrāq: Abū Naṣr Manṣūr ibn ʿAlī ibn ʿIrāq », dans The Biographical Encyclopedia of Astronomers, Springer, 2007 (lire en ligne), p. 557-558
  - (en) John Lennart Berggren, Glen Van Brummelen, «Abu Sahl al-Kuhi's "On Drawing two lines from a given point to a given line by the method of analysis." », Suhayl, Vol. 2, 2001, pp. 161 - 198, lire en ligne
  - (en) J. Lennart Berggren, Glen Van Brummelen, «Abu Sahl al-Kuhi on the Distance to the Shooting Stars », Journal for the History of Astronomy, xxxii , 2001, pp. 137 - 151, lire en ligne
  - (en) J. Lennart Berggren, Glen Van Brummelen, «Abu Sahl al-Kuhi on Rising Times»,  SCIAMVS, Vol. 2, Avril 2001, pp. 31 - 46
  - (en) J. Lennart Berggren, Glen Van Brummelen, «Abu Sahl al-Kuhi's On the Ratio of the Segments of a Single Line That Falls on Three Lines»,  Suhayl , Vol. I, 2000, pp. 1 - 56, lire en ligne
  - (en) J. Lennart Berggren, Glen Van Brummelen, «Abu Sahl al-Kuhi on "Two Geometrical Questions."», Zeitschrift für Geschichte der Arabisch-Islamischen Wissenschaften, Vol. 13, 1999-2000, pp. 165 - 187.
  - (en) J. Lennart Berggren, «Abu Sahl Al-Kuhi's Treatise on the Construction of the Astrolabe with Proof: Text, Translation and Commentary.»,  Physis, Vol. XXXI, Nuova Serie Fasc. 1, 1994, pp. 142-252
  - (en) J. Lennart Berggren, «The Barycentric Theorems of Abu Sahl al-Kuhi»,  Proceedings of Second International Symposium for History of Arabic Science, Aleppo, Avril 1979
  - (en) J. Lennart Berggren, «Lost or Embedded Works of Kuhi», Tarikh-e Elm, 9, 2011, pp. 1-19, lire en ligne.
- Publications sur Al-Marwazi :
  - John Lennart Berggren : Ḥabash's Analemma for Representing Azimuth Circles on the Astrolabe, Zeitschrift für Geschichte der Arabisch-Islamischen Wissenschaften, vol 7, 1991/92, p. 23–30.
  - John Lennart Berggren : Comparison of four analemmas for determining the azimuth of the Quibla, Journal of the History of Arabic Science, vol 4.1, 1980, p. 49–65.
- (en) J.L. Berggren, « History of Greek mathematics: A survey of recent research », Historia Mathematica, vol. 11, no 4,‎ novembre 1984, p. 394-410 (DOI 10.1016/0315-0860(84)90024-7).